# Ромодановский, Антон Михайлович
Князь Антон Михайлович Ромодановский  — стольник, московский дворянин и воевода во времена правления Ивана IV Васильевича Грозного.
Из княжеского рода Ромодановские. Второй сын князя Михаила Васильевича Ромодановского. Имел братьев, князей: голову Василия по прозванию "Волк" и воеводу Ивана по прозванию "Шабок".

## Биография
В 1543 году второй воевода в Калуге. Осенью 1546 года упомянут стольником. В феврале 1547 года на первом бракосочетании царя Ивана Грозного с Настасьей Романовной Юрьевой-Захарьиной нёс первым к месту новобрачных вторую великой княгини свечу. В ноябре 1548 года на свадьбе родного младшего брата Государя — князя Юрия Васильевича с княжной Палецкой Иулианией Дмитревной вновь нёс первым вторую княгинину свечу. В 1550 году тысяцкий из Москвы, упомянут в Дворовой тетради. В октябре 1551 года записан сто пятым в третью статью московских дворян. В 1558-1560 годах четвёртый воевода в Юрьеве.
В 1562 году отправлен послом в Данию в Копенгаген, для заключения мира. Из Москвы выехал 18 августа с Иваном Михайловичем Висковатым и дьяком П. Совиным. Вернулся в Москву в ноябре 1563 года.
В декабре 1563 году сидел вторым в кривом государевом столе при приёме польских послов Ю.А. Хоткевича и Г.Б. Воловича, после ездил к ним "потчивать" их. В 1564 году году по трём различным росписям был: в апреле второй воевода Передового полка, потом по другой росписи второй воевода войск правой руки, а по третьей — второй воевода Сторожевого полка в Калуге. В октябре 1565 года послан третьим воеводой за Оку и указано ему, если крымский хан придёт с войском, то идти в Лихвин для охранения Козельских и Белёвских земель, в марте третий воевода в Рязани. В 1565-1579 годах входил в Земский двор. В 1572 году в Москве у Холопьего приказа первый осадный воевода и был судьёю в этом же приказе. В 1574-1577 годах воевода в Василь-городе, а назначенный к нему в товарищи Роман Васильевич Алферьев бил челом, что ему невместно быть меньше князя Ромодановского и получил царскую грамоту, в которой признавалась неправильность такого назначения. С декабря 1578-1579 года воевода в Серпухове.
В 1583/84 годах постригся в монахи с иноческим именем Александр и вскоре умер. Погребён в Троице-Сергиевом монастыре.
Крупный землевладелец, владел поместьями и вотчинами в Московском, Суздальского, Верейском и Боровском уездах.
По родословной росписи показан бездетным.

## Критика
П.Н. Петров в "Истории родов русского дворянства" упоминает, что князь Антон Михайлович был отправлен Иваном Грозным в Копенгаген, в качестве русского посла, но дат не указывает. По мнению князя П.В. Долгорукого, князь Антон Михайлович писался князем Ромодановский-Ряполовский, в ознаменование одно родства своего с знаменитым родом князей Ряполовских.